# Adenanthos glabrescens
Adenanthos glabrescens är en tvåhjärtbladig växtart. Adenanthos glabrescens ingår i släktet Adenanthos och familjen Proteaceae.

## Underarter
Arten delas in i följande underarter:
- A. g. exasperata
- A. g. glabrescens